# Vollständige Anlage

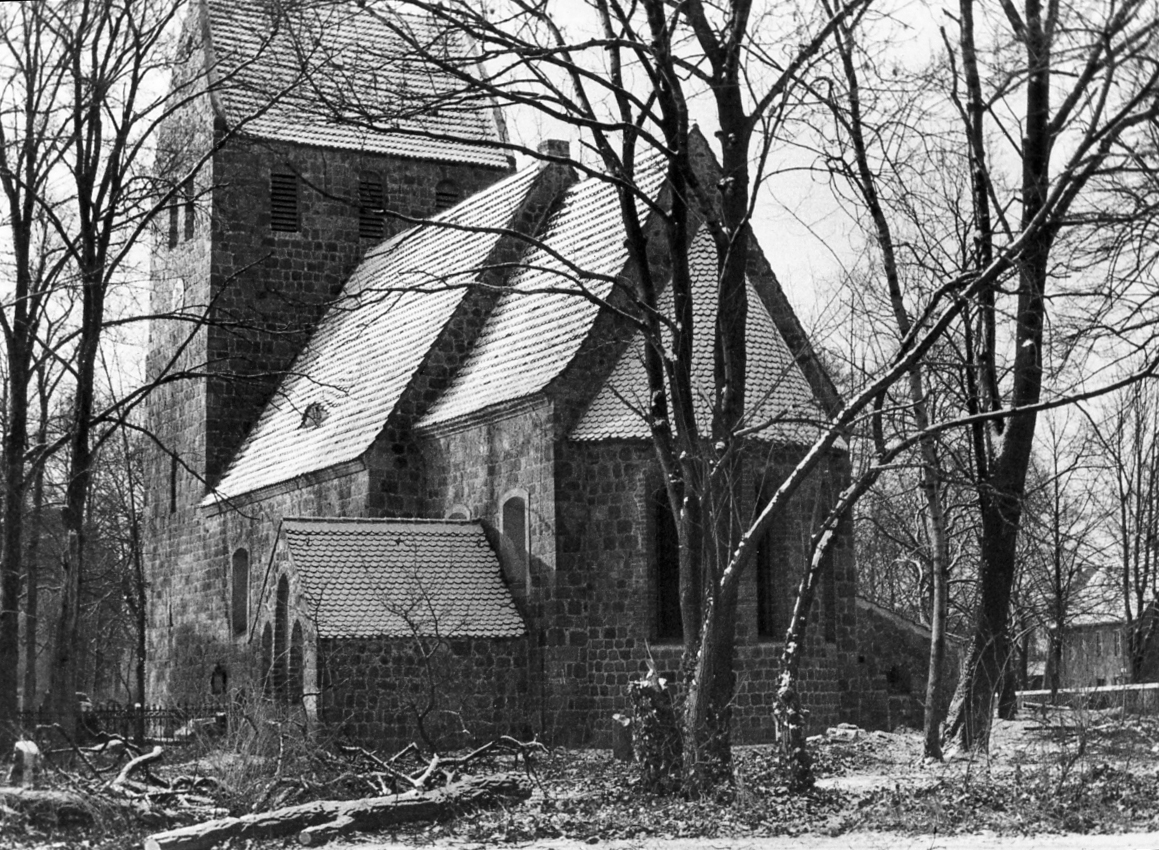
Vollständige Anlage am Beispiel der Dorfkirche Marienfelde

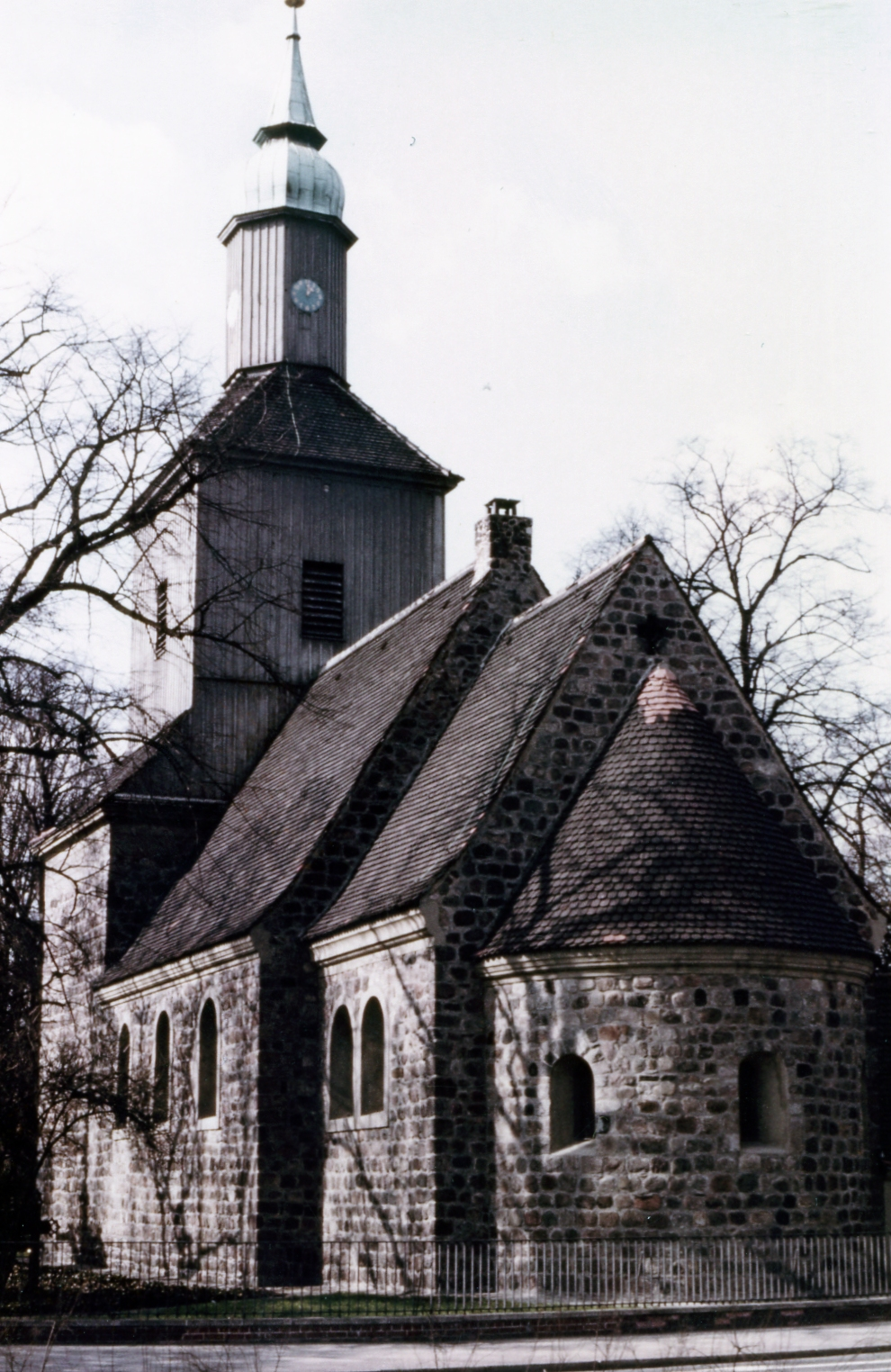
Vollständige Anlage: Der Bau des ursprünglichen Westquerturms der Dorfkirche Mariendorf ist erst nach dem Mittelalter fortgesetzt worden.

Der Begriff vollständige Anlage (oder Normaltypus) geht auf den Kunsthistoriker Erich Bachmann zurück und bezeichnet bei Dorfkirchen den Grundrisstyp einer Saalkirche mit eingezogenem Quadrum (Chorjoch) und abgesetzter Apsis.

## Beschreibung
Der Vollständige Anlage ist unter den von Bachmann gebildeten vier Dorfkirchen-Grundrisstypen der am reichsten gegliederte und soll der jüngste von den romanischen Dorfkirchentypen sein. Bachmann sieht in ihm „die Synthese der beiden vorromanischen Typen des Apsissaals und der Chorquadratkirche“ und „den eigentlichen romanischen Dorfkirchen-Typus“.
Die Vollständige Anlage besteht aus dem schiffsbreiten Westquerturm, dem einschiffigen Langhaus mit anschließendem eingezogenem Chorjoch und Apsis, also aus vier Bauteilen. Bachmann räumte ein, dass trotz „Vollständigkeit“ auch noch ein Westturm angefügt werden konnte. Ulrich Waack nennt die Kombination mit einem Turm „vierteilige Apsiskirche“.

## Vollständige Anlagen in Brandenburg
Ulrich Waack hat romanische Dorfkirchen in der Mark Brandenburg erfasst und stellte die These auf, dass die Vollständige Anlage, bzw. die von ihm sogenannte vierteilige Apsiskirche aufgrund der großen Quaderzahl beim Westquerturm und des gestaffelten Grundrisses zu den kostenaufwändigsten Grundrisstypen auf dem Barnim zähle. Ein solcher Kostenaufwand sei nur möglich, wenn das Dorf hohe Einnahmen aus Ernteerträgen gehabt habe, die aus einer großen Gemarkung und guter Bodenqualität resultierten. Wie wichtig dieser „ökonomische Faktor“ sei, zeige sich daran, dass von den 169 Siedlungen auf dem Barnim ein Drittel im Mittelalter ohne Steinkirche geblieben sei.

### Abwandlungen beim Westturm
Oft hat der Westquerturm eine Bauunterbrechung in Höhe der Traufe des Langhauses erfahren, einerseits aus statischen Gründen, weil der Bodendruck des Turms wesentlich höher war als der der restlichen Kirche, um den oft beobachtbaren Riss zwischen Turm und Langhaus zu vermeiden. Andererseits haben sicherlich auch die erheblichen Baukosten für den Westquerturm eine Rolle gespielt. In den meisten Fällen ist aber der Turm nach dem Mittelalter in anderer Form vollendet worden.